# Grzegorz Madejski
Grzegorz Maria Madejski (również Greg Madejski) (ur. 8 grudnia 1951  w Warszawie) – polski astronom i astrofizyk, profesor nauk fizycznych mieszkający i pracujący w USA.

## Życiorys

### Młodość i wykształcenie
Syn Mieczysława Madejskiego i Ireny z Wosiów. Laureat 18. Olimpiady Fizycznej (1969). W 1969 roku, po ukończeniu VI Liceum Ogólnokształcącego im. Tadeusza Reytana w Warszawie (1969) i przyjęciu na studia na Uniwersytecie Warszawskim, wyjechał z rodzicami do Stanów Zjednoczonych, gdzie pozostał. Ukończył Massachusetts Institute of Technology (1974), obronił doktorat na Uniwersytecie Harvarda (1986).

### Praca naukowa
Pracował w Smithsonian Astrophysical Observatory i Centrum Lotów Kosmicznych imienia Roberta H. Goddarda, a później, od 2000 roku, na Uniwersytecie Stanforda, gdzie jest profesorem w Stanford Linear Accelerator Center (SLAC) (Senior Staff Scientist, SLAC) oraz Kavli Institute for Particle Astrophysics and Cosmology (KIPAC) (KIPAC Senior Member). Specjalizuje się w teoretycznej interpretacji satelitarnych obserwacji galaktyk aktywnych, w tym blazarów i galaktyk Seyferta, w zakresie wysokoenergentycznego promieniowania (promieniowanie rentgenowskie i gamma). Ściśle współpracuje z astronomami w Polsce, przede wszystkim z Centrum Astronomicznym im. Mikołaja Kopernika PAN.
23 stycznia 2013 roku Prezydent RP Bronisław Komorowski wręczył Grzegorzowi Madejskiemu po postanowieniu z dnia 7 sierpnia 2012 roku nominację na tytuł profesorski.
Jest członkiem American Astronomical Society oraz stowarzyszenia Sigma Xi. Od 2015 członek (Fellow) American Physical Society. W 2022 roku, według bazy danych Scopus, miał wskaźnik Hirscha równy 94. W latach 1981–1988 wspierał działania polskiej opozycji demokratycznej. 

### Życie prywatne
Ożenił się z Laurą Burakreis, z którą ma dwie córki: Irenę i Zofię (obie ur. w 2002 roku). Mieszkają w Palo Alto w Kalifornii.